# Visker
Visker é uma comuna francesa na região administrativa de Occitânia, no departamento dos Altos Pirenéus. Estende-se por uma área de 4,16 km². Em 2010 a comuna tinha 355 habitantes (densidade: 85,3 hab./km²).